# 多田勉吉
多田 勉吉（ただ べんきち、1889年（明治22年）9月19日 - 1958年（昭和33年）4月16日）は、日本の陸軍軍人。最終階級は陸軍主計中将。広島県出身。

## 経歴
1889年（明治22年）9月19日、広島県で生まれる。旧制修道中学校（現：修道中学校・高等学校）を経て、1913年5月、陸軍経理学校を優等で卒業。航空本廠第二課長、第4師団経理部長を歴任。第12軍経理部長として日中戦争に参加、太平洋戦争中は第2方面軍経理部長、第3方面軍経理部長を務めた。1945年（昭和20年）3月1日、陸軍主計中将に昇進した。1958年（昭和33年）4月16日逝去。